# Triplectides dubius
Triplectides dubius är en nattsländeart som beskrevs av Mosely in Mosely och Douglas E. Kimmins 1953. Triplectides dubius ingår i släktet Triplectides och familjen långhornssländor. Utöver nominatformen finns också underarten T. d. subalbidus.